# Feistritztalbanan
|  |  |  |

|  | Station on track |

|  | Enter and exit tunnel |

|  | Stop on track |

|  | Stop on track |

|  | Enter and exit short tunnel |

|  | Stop on track |

|  | Enter and exit short tunnel |

|  | Station on track |

|  |  |  |

|  | Station on track |

|  | Enter and exit tunnel |

|  | Stop on track |

|  | Stop on track |

|  | Enter and exit short tunnel |

|  | Stop on track |

|  | Enter and exit short tunnel |

|  | Station on track |

Feistritztalbanan är en 24 kilometer lång enkelspårig smalspårjärnväg (760 mm) i det österrikiska förbundslandet Steiermark. Den går från Weiz där Weizerbanan slutar till Birkfeld. Banan är i  förbundslandet Steiermarks ägo.

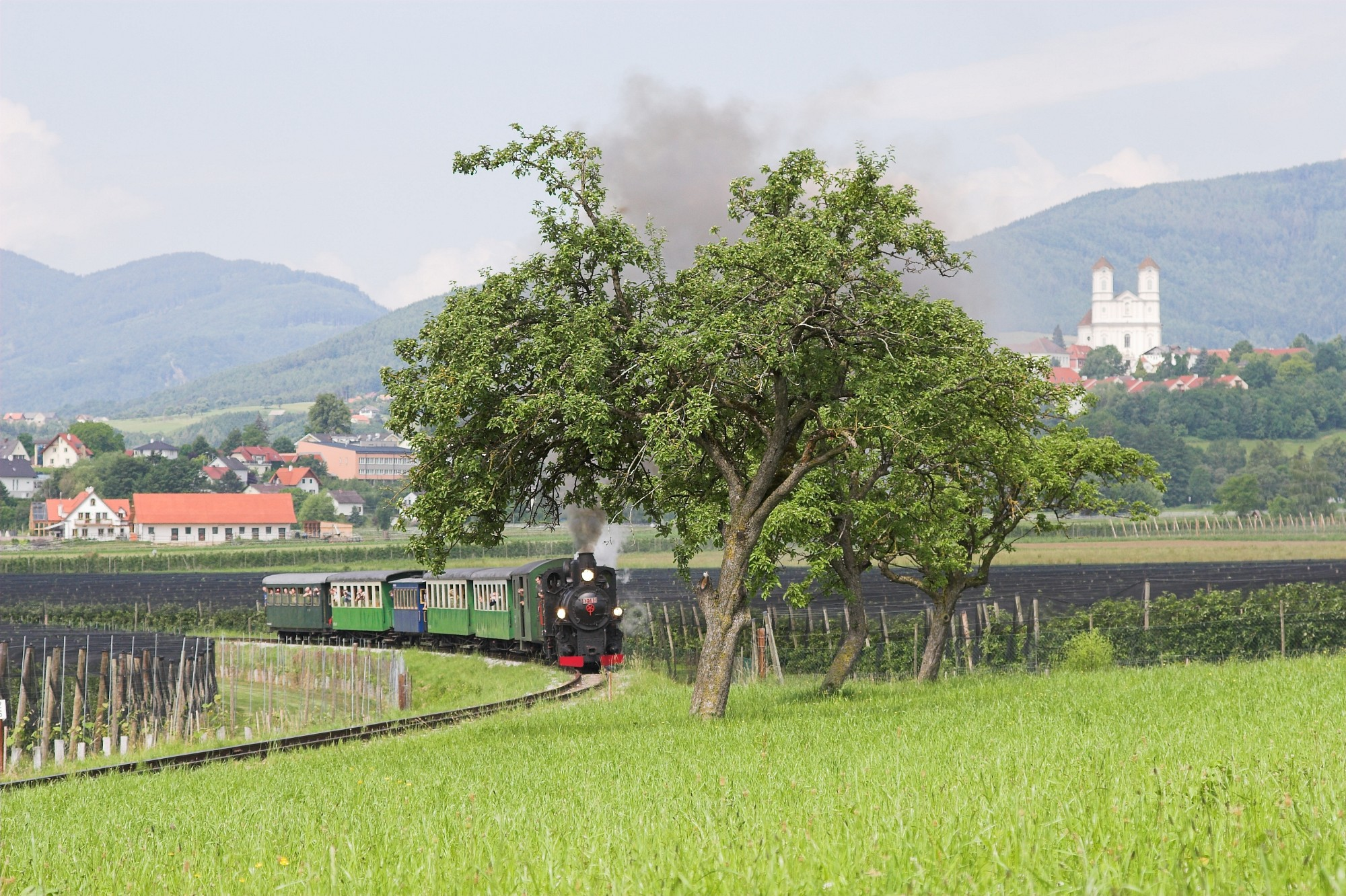
Nära staden Weiz

Banan byggdes av Lokalbahn AG Weiz-Birkfeld och öppnades 1911. Under första världskriget påbörjades byggandet av en förlängning till Ratten på grund av kolgruvan där. Sträckan till kolgruvan var klar 1922, medan järnvägen till Ratten inte öppnades förre 1930. 1942 övergick banan i delstatens ägo.
1960 lades gruvan i Ratten ned. Eftersom huvudkunden för godstransporter fallit bort och även antalet resande minskade i rask takt ställdes persontrafiken på sträckan Birkfeld-Ratten in 1971 och på sträckan Weiz-Birkfeld 1973. 1981 revs spåren mellan Birkfeld och Ratten. Den återstående banan trafikeras på sträckan Weiz-Oberfeistritz av godståg och på hela sträckan av museitåg (ångtåg) under sommarmånaderna. 